# 芳賀バスターミナル
北緯36度33分49.06秒 東経140度0分37.38秒 / 北緯36.5636278度 東経140.0103833度

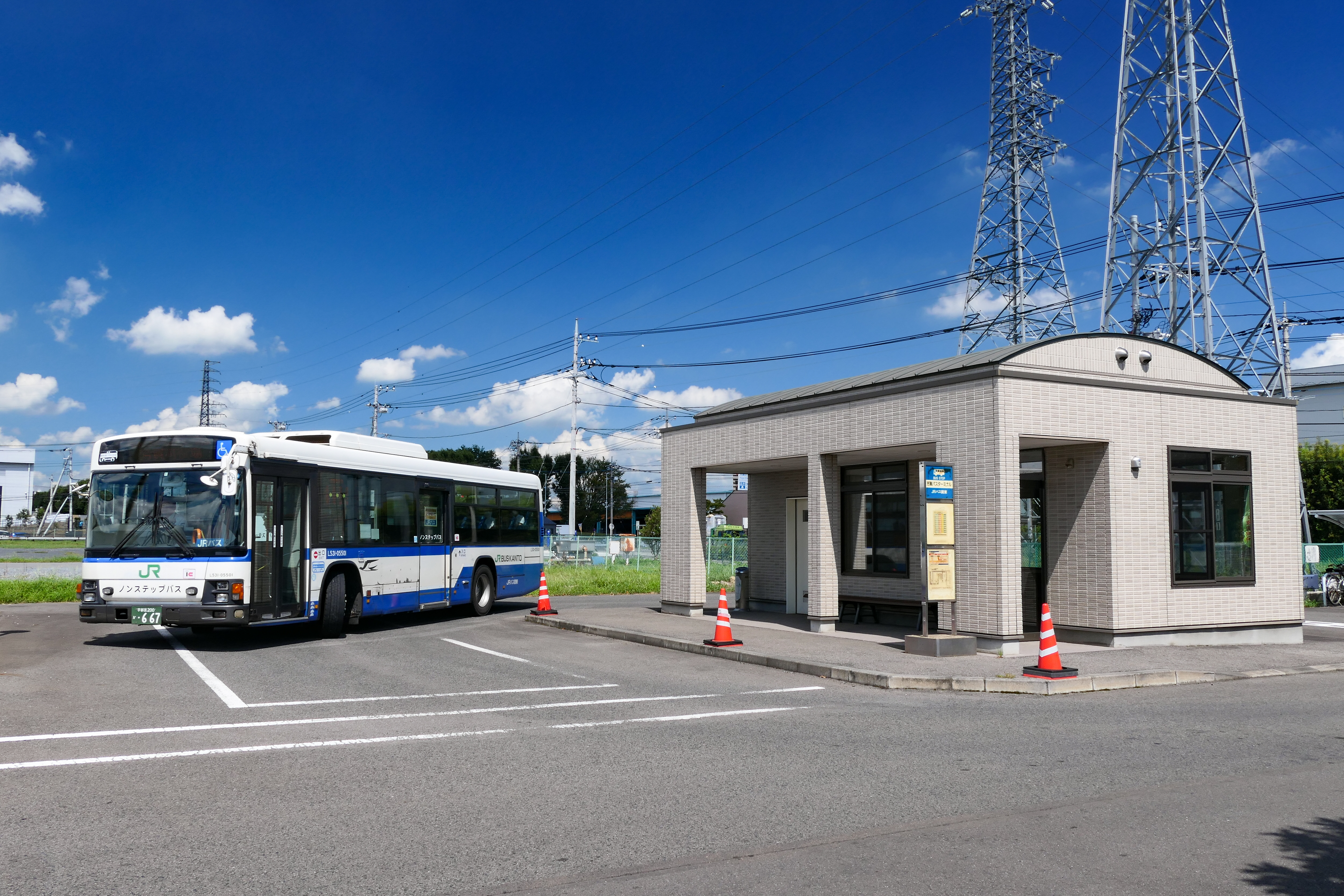
芳賀バスターミナル

芳賀バスターミナル（はがバスターミナル）は、かつて栃木県芳賀郡芳賀町芳賀台110-6に設置されていたバスターミナルである。ジェイアールバス関東（JRバス関東）宇都宮支店が隣接している。

## 概要
宇都宮市と芳賀町を結ぶライトレール路線が開通した際に予定される、芳賀町内への交通結節点（トランジットセンター）の設置を見越し、JRバス関東は2012年11月、芳賀工業団地内に用地を取得、2013年4月1日の、宇都宮支店は従来の宇都宮市一の沢（作新学院隣）から同地へのJRバス関東宇都宮支店の移転に伴い、自動車駅の祖母井駅に代わる芳賀町から宇都宮方面へのパークアンドライド機能を持ったバス停として新設された。
施設としてバス乗降場、駐車場、待合室、トイレを有している。観光案内窓口や販売窓口などは設置されてはいないが、定期券類は隣接するJRバス関東宇都宮支店の窓口で販売している。

## 芳賀町工業団地トランジットセンターへの機能移管
2023年（令和5年）8月26日、宇都宮ライトレール宇都宮芳賀ライトレール線「芳賀町工業団地管理センター前停留場」の開業にともない、同停留場に隣接して芳賀工業団地トランジットセンター（芳賀TC）が整備される。その際に、芳賀バスターミナルの機能を芳賀TCに統合されるため、バスターミナルとしての役割を終えた。当バスターミナルの敷地は芳賀工業団地トランジットセンターのパークアンドライド駐車場および駐輪場とされ、待合室・トイレも引き続き設置予定。

## 沿革
- 2013年（平成25年）4月1日 - 開設[3]
- 2014年（平成26年）6月6日 - トイレ付き待合室供用開始[4]
- 2023年（令和5年）8月27日 - 路線バス再編により芳賀工業団地トランジットセンター（芳賀TC）に機能を移管し、当ターミナルからのバスの発着がなくなった。

## バス路線
2023年8月27日ダイヤ改正までの情報。
- JRバス関東

水都西線
- JR宇都宮駅・東武駅前・作新学院前方面
- 芳賀町役場・茂木駅・モビリティリゾートもてぎ方面